# Matt Kenseth

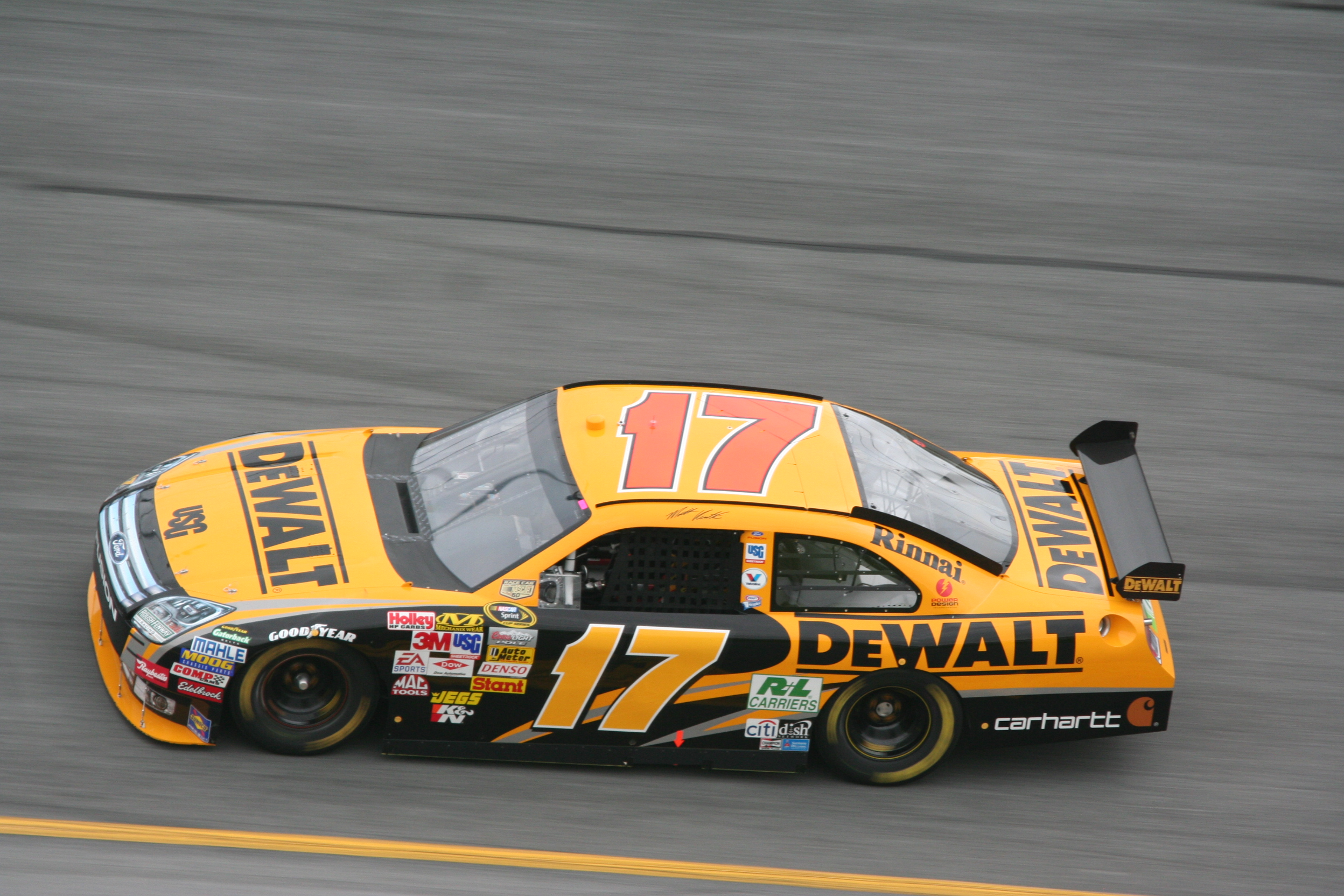
Matt Kenseth år 2008 på Daytona International Speedway i Florida, USA.

Matt Kenseth, född den 10 mars 1972 i Cambridge, Wisconsin, USA är en amerikansk racerförare. Han kör sedan 2020 bil #42 för Chip Ganassi Racing i Nascar Cup Series.

## Racingkarriär
Matt Kenseth vann sin första seger år 2000 då han också blev årets nykomling. 2003 tog han hem hela mästerskapet trots att han enbart vann 1 av 36 lopp. Förutom den enskilda segern tog han det året 25 topp tio-placeringar (rekord) och blev då känd som Mr Consistency (jämnhet). Detta var en av orsakerna till att NASCAR året efter införde The Chase för att uppmuntra till mer aggressiv körning. Kenseth har vunnit Daytona 500 2009 och 2012, och tillhör därmed en liten skara förare som vunnit loppet mer än en gång.

## Karriärstatistik
| År     | Race | Segrar | Pole position | Topp 5 | Topp 10 | Brutna race | Målgångar | Starter | Rankad | Team                             |
| ------ | ---- | ------ | ------------- | ------ | ------- | ----------- | --------- | ------- | ------ | -------------------------------- |
| 1998   | 2    | 0      | 0             | 0      | 1       | 0           | 6.0       | 16.0    | 57     | Bill Elliott Racing/Roush Racing |
| 1999   | 5    | 0      | 0             | 1      | 1       | 3           | 26.0      | 22.6    | 49     | Roush Racing                     |
| 2000   | 34   | 1      | 0             | 4      | 11      | 3           | 18.9      | 25.2    | 14     | Roush Racing                     |
| 2001   | 36   | 0      | 0             | 4      | 9       | 5           | 18.6      | 27.8    | 13     | Roush Racing                     |
| 2002   | 36   | 5      | 1             | 11     | 19      | 3           | 15.6      | 18.1    | 8      | Roush Racing                     |
| 2003   | 36   | 1      | 0             | 11     | 25      | 2           | 10.2      | 21.3    | 1      | Roush Racing                     |
| 2004   | 36   | 2      | 0             | 8      | 16      | 6           | 15.7      | 21.7    | 8      | Roush Racing                     |
| 2005   | 36   | 1      | 2             | 12     | 17      | 4           | 15.4      | 17.0    | 7      | Roush Racing                     |
| 2006   | 36   | 4      | 0             | 15     | 21      | 1           | 9.8       | 14.6    | 2      | Roush Racing                     |
| 2007   | 36   | 2      | 0             | 13     | 22      | 4           | 13.0      | 19.9    | 4      | Roush Fenway Racing              |
| 2008   | 36   | 0      | 0             | 9      | 20      | 3           | 16.4      | 16.5    | 11     | Roush Fenway Racing              |
| 2009   | 36   | 2      | 1             | 7      | 12      | 2           | 15.4      | 21.4    | 14     | Roush Fenway Racing              |
| 2010   | 36   | 0      | 0             | 6      | 15      | 0           | 12.8      | 19.4    | 5      | Roush Fenway Racing              |
| 2011   | 36   | 3      | 3             | 12     | 20      | 3           | 12.2      | 14.2    | 4      | Roush Fenway Racing              |
| 2012   | 36   | 3      | 1             | 13     | 19      | 1           | 11.1      | 13.3    | 7      | Roush Fenway Racing              |
|        |      |        |               |        |         |             |           |         |        |                                  |
| Totalt | 469  | 24     | 8             | 126    | 228     | 40          | 14.3      | 19.3    |        |                                  |

 Information från den 20 november 2012.